# Filotes (sàtrapa)
Filotes (en llatí: Philotas, en grec antic: Φιλώτας) fou un militar macedoni al servei d'Alexandre el Gran, que va dirigir una de les divisions de la falange macedònia durant l'expedició a Sogdiana i l'Índia, segons Flavi Arrià.
Segurament és el mateix Filotes que menciona Quint Curci Ruf, i diu que va ser recompensat per Alexandre a Babilònia l'any 331 aC, pels seus serveis destacats. A la mort d'Alexandre li va ser assignat el govern de Cilícia l'any 323 aC. Va perdre aquesta satrapia el 321 aC per orde de Perdicas d'Orèstia i substituït per Filoxen, però no com a càstig sinó per servir a l'exèrcit de Perdicas com un dels principals generals.
A la mort de Perdicas es va unir a Àlcetes, Àtal i altres en la lluita contra Antígon el Borni. Va ser fet presoner junt amb Àtal, Dòcim de Macedònia i Polemó d'Estimfea el 320 aC. Va ser empresonat però alliberat al cap d'un temps. Antígon, l'any 316 aC el va tornar a empresonar, i la seva sort final és desconeguda. En parlen també Diodor de Sicília i l'historiador Justí.